# Krybende dværgmispel
Krybende Dværgmispel (Cotoneaster dammeri) er en stedsegrøn dværgbusk med en fladt krybende vækstform. Skuddene er tæt forgrenede. Busken fremkalder jordtræthed.

## Beskrivelse
Barken er først rødligt brun med spredte hår, men senere bliver den rent brun med grå striber. Knopperne er spredte, tæt hårede og lysegrønne. Bladene er elliptiske og læderagtige med ganske fin spids og hel rand. Oversiden er blank og mørkegrøn, mens undersiden er mat grågrøn. Blomsterne sidder mest enkeltvis eller 2-3 sammen i bladhjørnerne, og de er hvide med lyserøde ydersider. Frugterne er kuglerunde, koralrøde bæræbler. Frøene modner godt og spirer villigt i Danmark.
Rodnettet består af fint forgrenede og meget højtliggende rødder. Grenene slår rod dér, hvor de rører jorden. 
Højde x bredde og årlig tilvækst: 0,15 x 1,50 m (2 x 20 cm/år). 4 planter dækker 1 m² på 2 år. Målene kan anvendes ved udplantning.

## Hjemsted
Krybende Dværgmispel vokser i bjergegne, på klippesider og i åbne, blandede skove på tør og kalkrig bund i 1.300—4.100 m højde i Gansu, Guizhou, Hubei, Sichuan, Xizang (Tibet) og Yunnan, hvor den forekommer i 1.300—4.100 m højde, samt på de nordlige og mellemste dele af Taiwan i 2.600-3.000 m højde.
| Portal | Portal:Botanik |